# Elbeyli (district)
Elbeyli is een Turks district in de provincie Kilis en telt 5.325 inwoners (2017). Het district heeft een oppervlakte van 205,3 km².
De bevolkingsontwikkeling van het district is weergegeven in onderstaande tabel.
| 1997  | 2000  | 2007  | 2017  |
| ----- | ----- | ----- | ----- |
| 8.398 | 7.992 | 6.714 | 5.325 |

De bevolking is voornamelijk ruraal en een merendeel van de bevolking werkt in de landbouw. In 2016 woonden er 1.920 inwoners in het plaatsje Elbeyli, terwijl 4.922 inwoners in dorpen woonden. De bevolking daalt in een rap tempo vanwege emigratie naar grotere steden. De meest gesproken thuistaal is het Turks. Een minderheid spreekt thuis het Arabisch of het Koerdisch.